# Grad Cerovo
Grad Cerovo (Zeraw, Cerou (1202))  je v srednjem veku stal najverjetneje na hribu izven vasi Gornje Cerovo v Goriških Brdih. Stolpasti grad je bil sedež gospostva, ki so ga postavili goriški fevdniki vitezi Cerovski konec 12. stoletja na posesti Goriških grofov. Sredi 13. stoletja (1252) se pojavi stolpast grad tudi pri vasi  Dolnje Cerovo. Gradova nista bila več naseljena že v 16. stoletju, ko so si novi lastniki zgradili svoje nove dvorce. Grad pri Dolnjem Cerovu je popolnom propadel prvi, v 19. stoletju pa še grad pri Gornjem Cerovu. Oba sta propadla brez sledu. Natančna lokacija tako ni znana.

## Zgodovina
Posest naselbine Cerovo, ki je bila že v drugi polovici 12. stoletja v rokah Goriških grofov, upravljali pa so jo njihovi ministeriali imenovani po Cerovu. Prvi omenjen vitez Cerovskega je iz leta 1202 goriški vazal na stolpastem gradu (Cerou) vitez Rajmbot Cerovski (de Cerou), ki se pojavlja z grofom Engelbertom Goriškim, v čigar službi je bil. Leta 1243 srečamo Henrika in Verjanda de Cerou (Spodnjega Cerova). Leta 1252 nas pisni viri seznanijo, da je bil stolpast grad tudi pri vasi Dolnje Cerovo, ki kot zgleda so ga postavili vitezi z gradu pri Gornjem Cerovu. V gornjem in doljnjem delu vasi sta živeli plemiški rodbini, ki sta bili v službi goriških grofov. Torej sta bili dve rodbini, ni pa jasno ali sta bili v sorodstvu, verjetno gre za novo vejo na Dolnjem Cerovu. Viteza Verjanda leta 1251 srečamo skupaj z gornjecerovskima plemičema Majnhardom in Kononom, ko se vsi trije pojavijo kot priče v dokumentu o premirju med oglejskim patriarhom Bertoldom in goriškim grofom Majnhardom. 

### Grad v Dolnjem Cerovem
V Dolnjem Cerovem je grad verjetno stal na griču Kopno. Rodu Dolnjecerovskih lahko sledimo skoraj dvesto let. Matija Dolnjecerovski je živel proti koncu 13. stoletja. Njegova vdova Adelhajda je v Dolnjem Cerovu sklenila kupoprodajno pogodbo leta 1322. Matija je imel sina Henrika in Vikarda. Vikardov sin je bil spet Matija, ki je imel sina Petra. Kot zadnja iz rodu Dolnjecerovskih sta v virih omenjena Petrov sin Jancil in njegov sorodnik Ivan. 
Po izumrtju dolnjecerovskih gospodov sta si vas začeli lastiti rodbini Hais-Küenburg z Vogrskega in van der Vesten, ki so bili znani tudi s priimkom de Postcastro. Verjetno sta bili rodbini potomki izumrlih dolnjecerovskih gospodov. Leta 1471 je Mihael Hais prejel od goriškega grofa Lenarta vinsko desetino in polovico sodstva v Dolnjem Cerovu, devet let kasneje pa je Jošt van der Vesten prejel v fevd stolp v Doljem Cerovu. Sto let kasneje je prišlo do združitve omenjenih rodbin s poroko Viljema Haisa z Rahelo Črnoca, potomko izumrlega rodu van der Vesten. Leta 1610 je cesar Ferdinand II. potrdil Viljemu Haisu vinsko desetino in polovico sodstva, kot ju je nekdaj posedoval Ivan Dolnjecerovski. Dolnjecerovski gospodje so kmalu opustili rodbinsko ime Hais in prevzeli uglednejši Küenburg, ki se je navezoval na prednike iz te stare koroške rodbine. Sredi 17. stoletja, po poroki grofa Petra Strassolda iz Renč z baronico Dorotejo Küenburg, so renški Strassoldi skupaj s sorodniki Küenburgi postali dolnjecerovski gospodje. 
Dolnjecerovskemu gospostvu je pripadalo tudi naselje Jazbine. Tam so Küenburgi leta 1569 sezidali dvorec, ki je lastnikom služil kot podeželska hiša. Tam je bil rojen grof Franc Ferdinand Kuenburg (1651–1731), ki je postal ljubljanski škof in pozneje praški nadškof. Znan je po tem, da je dal v Ljubljani zgraditi novo stolno cerkev. (Pomotoma se je navajalo, da je bil rojen v Moši, so pa Jazbine spadale pod župnijo v Moši.) Küenburgi so v prvi polovici 18. stoletja prodali svojo posest grofu Ivanu Francu Attemsu, ki je gospodoval tudi v bližnjem Dolnjem Cerovem. Njegov sin Sigismund, ugleden književnik in politik, brat prvega goriškega nadškofa, je po očetovi smrti prevzel jazbinsko posest. Nato je dvorec v Dolnjem Cerovem imel general Ludvik Attems.  Attemsi so le občasno bivali v Dolnjem Cerovem. Prihajali so na lov in v dvorcu prirejali slavnostne gostije. Vendar je omenjeni grof Ludvik (1710 – 1774), ki je bil brat prvega goriškega nadškofa Karla Mihaela. Zadnji lastnik dvorca v Dolnjem Cerovem je bil grof Sigismund Attems (1840 – 1910). Tudi jazbinski dvorec so z dolnjecerovsko posestjo grofov Attemsov kupili baroni Teuffenbach. Ena veja Teuffenbachov se je naselila v Vipolžah in od tam upravljala tudi posest v Dolnjem Cerovem. Po razmejitvi po drugi svetovni vojni so Jazbine z dvorcem ostale v Italiji. Pozneje so baroni Teuffenbach dvorec Jazbine s posestjo prodali domačinom Skokom. Dvorec v Dolnjem Cerovem je dočakal prvo svetovno vojno v slabem stanju. Propadal je že skoraj sto let. V vojni so granate močno poškodovale dvorec, ki ga po vojni niso več obnovili. Domačini so kamenje uporabili za obnovo razdejanih hiš.

### Grad v Gornjem Cerovem
V Gornjem Cerovem se leta 1341 omenja stolp z obširno posestjo, ki je pripadala Ulriku, Lipovemu sinu iz Gorice. Kje je stal ni znano. Listina pravi, da je Ulriku pripadala polovica sodstva pri dvoru in pri svetem Nikolaju, kar bi lahko pomenilo, da je grad stal izven središča vasi, ki ga predstavlja cerkev svetega Nikolaja. Morda je stal na Križnem, ki se v nemški listini omenja kot »perg Crisne«. Po drugi polovici 14. stoletja so ta grad uporabljale različne rodbine, Saeligerji (vitez Peter do leta 1447, Ulrik Wieneu in drugi. 
Proti koncu 16. stoletja je posest v Gornjem Cerovem pridobil goriški plemič Ivan Marija Coronini. Po njegovi smrti leta 1616 je imenje v vasi Gornjem Cerovem pripadlo takrat mladoletnemu sinu Ludviku, ki je ustanovil kromberško oziroma cerovsko vejo Coroninijev. Coroniniji so v Gornjem Cerovem sezidali dvorec na razgledni točki ob cesti, izven vaškega tabora. Dvorec je zrasel najbrž na temeljih nekdanjega srednjeveškega stolpa, ki so ga domačini imenovali Trjon. To ime se je prijelo tudi novega Coroninijevega dvorca, ki je bil podolgovata stavba z dvema vogalnima stolpastima pomoloma. Dvorec je bil pozidan ob koncu 16. ali na začetku 17. stoletja. Ludvik Coronini (1602–1653) se je kot polkovnik s svojim regimentom udeležil tridesetletne vojne v bitki pri Lützenu je izgubil levo roko. Cesar Ferdinand III. mu je z listino iz leta 1634 podelil sodno oblast v Gornjem Cerovem in Kromperku, ki je ostala dedna v njegovi družini. Ludvikov sin in soimenjak Ludvik (1642–1700) je bil znan po razkošnem življenju. Leta 1698 se je udeležil pustovanja na Dunaju z lastnim sprevodom, ki ga je s kostumi vred stal 24.000 goldinarjev. Gospostvo Coroninijev v Gornjem Cerovem je trajalo dvesto let. Med tem časom so svoje premoženje povečali in pridobili grofovski naslov.  Na začetku 19. stoletja so kromberški oziroma cerovski Coroniniji prevzeli dediščino izumrlih grofovskih rodbin Rabatta in Kobencelj.
V tem času je v Gornjem Cerovem občasno živela grofica Amalija Coronini, rojena Lantheiri, vdova po grofu Ivanu Karlu Coroniniju. Po njeni smrti je gornje-cerovsko posestvo pripadlo njenemu sinu grofu Mihaelu Coroniniju. Grof je cerovsko palačo podaril ženi Zofiji, ki je bila iz Pariza. Ko je slednja vdovela je cerovsko palačo prodala. Leta 1830 jo je kupil zdravnik Gregor Petrovič, ki je posest čez sedem let prodal števerjanski baronici Jožefi Formentini. Ob koncu 19. stoletja so števerjanski Formentiniji posedovali v Gornjem Cerovem dvorec Trjon in 19 kolonskih kmetij. Leta 1872 je bila v Trjonu odprta prva cerovska šola. Tik pred prvo svetovno vojno je Trjon prešel v last rodbine Kumar. Dvorec Trjon je bil po prvi svetovni vojni v razvalinah. Lastniki Kumarji ga niso obnovili, ampak ostanke uporabili za gradnjo drugega stanovanjskega poslopja. 